# 美麗王アラ

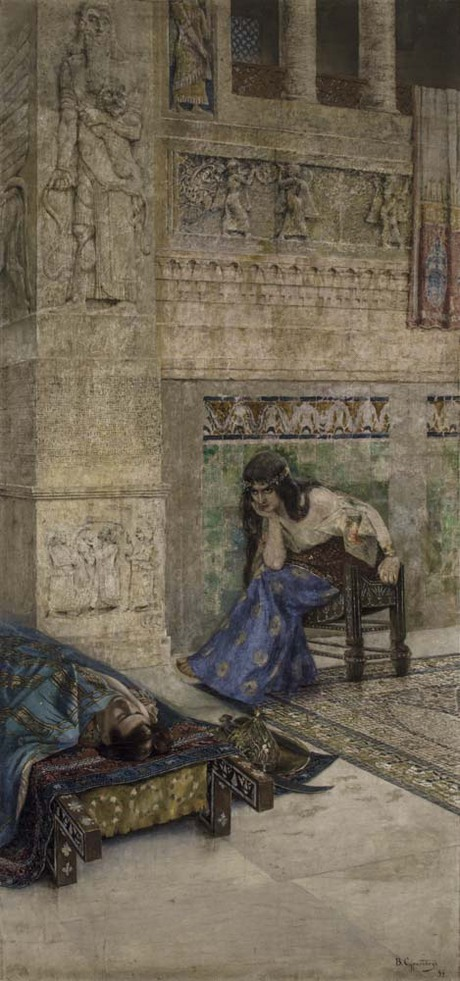
Vardkes Sureniants (1860 - 1921)作 美麗王アラの死体を見つめるセミラミス（:fr:Sémiramis devant le cadavre d'Ara le Beau）

美麗王アラ（アルメニア語: Արա Գեղեցիկ：「アラ・ゲゲツィク＝美男子アラの意」、英語Ara Geghetsik）は、アルメニアの伝説的な英雄である。英語ではAra the Beautiful、Ara the Handsome、Ara the Fairと称される。アラが大変な美男子であったため、彼を手中に収めんとするアッシリアの女王セミラミスとアルメニアとの間で戦争が起こるという、アルメニア文学の有名な伝説に登場する。
アラは、しばしば歴史上のアラマ王という紀元前9世紀に存在したウラルトゥ王と同一視される。

## 信仰
アルメニアの神話では、“アラ”は「春、農業、復活」などの神とされ、春を自然の目覚めと関連付けアラを祝した祭が催されていた。ゾロアスター教のアフラ・マズダー神の影響を受けた後、アルメニア神話の最高神アラマズドとして信仰されていたが、3世紀後期にアルメニアの国教がキリスト教となり、その信仰は終焉を迎えた。

## 伝説
セミラミス（アルメニアではShamiram）はニネヴェの女王であった。この当時、彼女にはニヌスという夫がいたが、彼女の不倫に嫌気が差し、彼女の元から離れていった。
アララトという地にセミラミスが訪れると共に戦いが始まった。彼女はアラを生け捕りにするよう命じたが、彼女の息子の1人が命令に背き、アラを打ち負かし殺害した。.